# 歡聚時代
歡聚集团（NASDAQ：JOYY）又稱歡聚，是一家全球化科技公司，成立于2005年4月，总部位于新加坡。歡聚集团於2005年推出游戏资讯类网站多玩游戏网，後來又於2008年推出YY语音，之後又推出虎牙直播。2012年11月在纳斯达克上市。
2025年2月 ，JOYY與百度公司達成協議，出售 YY Live，總價約為21億美元現金。

## 外部連結
- 官方网站